# Gewog di Choekhorling
Il gewog di Choekhorling è uno degli undici raggruppamenti di villaggi del distretto di Pemagatshel, nella regione Orientale, in Bhutan.